# Байер, Олаф
Олаф Байер (нем. Olaf Beyer; род. 4 августа 1957, Гримма, Лейпциг) — восточногерманский легкоатлет, специалист по бегу на средние дистанции. Выступал за сборную ГДР по лёгкой атлетике в 1977—1985 годах, чемпион Европы, призёр Кубков мира и Европы, многократный победитель первенств республиканского значения, участник летних Олимпийских игр в Москве.

## Биография
Олаф Байер родился 4 августа 1957 года в городе Гримма.
Начал заниматься лёгкой атлетикой под руководством своего отца Гюнтера, проходил подготовку в Потсдаме в клубе «Форвертс».
Впервые заявил о себе на международной арене в сезоне 1977 года, когда вошёл в состав восточногерманской сборной и выступил на чемпионате Европы в помещении в Сан-Себастьяне, где в беге на 800 метров дошёл до стадии полуфиналов. Позднее в той же дисциплине стал вторым на Кубке Европы в Хельсинки и седьмым на Кубке мира в Дюссельдорфе.
В 1978 году в дисциплине 800 метров получил серебро на чемпионате Европы в помещении в Милане, одержал победу на чемпионате Европы в Праге, показав при этом лучший результат мирового сезона и лучшее время в истории чемпионатов — 1.43,84.
На Кубке мира 1979 года в Монреале финишировал на дистанции 800 метров четвёртым.
Благодаря череде удачных выступлений удостоился права защищать честь страны на летних Олимпийских играх 1980 года в Москве, где в программе бега на 800 метров дошёл до полуфинала.
В 1981 году на Кубке Европы в Загребе взял бронзу в дисциплине 800 метров и победил в дисциплине 1500 метров. На Кубке мира в Риме добавил в послужной список бронзовую награду, выигранную на 1500-метровой дистанции.
На чемпионате Европы 1982 года в Афинах в финале бега на 800 метров пришёл к финишу седьмым.
В 1985 году в дисциплине 1500 метров был вторым на Кубке Европы в Москве и на Кубке мира в Канберре.
В общей сложности в 1976—1989 годах 19 раз становился чемпионом Восточной Германии в различных легкоатлетических дисциплинах.
После завершения спортивной карьеры работал учителем математики, физики и компьютерных наук в Потсдаме. Проявил себя как тренер бегунов на средние дистанции. Регулярно принимал участие в любительских забегах.